# 유애묘
유애묘(遺愛廟)는 대한민국 전북특별자치도 남원시에 있는, 조선시대 초대 남원부사 김희를 추모하기 위해 세운 사당이다. 1984년 4월 1일 전라북도의 문화재자료 제57호로 지정되었다.

## 참고 자료
- 유애묘 - 국가유산청 국가유산포털